# سامسونگ اس‌جی‌اچ-یو۷۰۰
سامسونگ اس‌جی‌اچ-یو۷۰۰ یک‌نمونه از گوشی‌های تلفن همراه سری Ultra Edition II شرکت سامسونگ می‌باشد که توسط همین شرکت به بازار عرضه شده‌است.